# لوجان روجرسون
لوجان روجرسون (بالإنجليزية: Logan Rogerson)‏ (28 مايو 1998 بنيوزيلندا - ) هو لاعب كرة قدم نيوزلندي في مركز الهجوم. شارك مع منتخب نيوزيلندا تحت 17 سنة لكرة القدم ومنتخب نيوزيلندا الأولمبي لكرة القدم ومنتخب نيوزيلندا لكرة القدم. أما مع النوادي، فقد لعب مع نادي ويلينغتون فينيكس وWanderers Special Club ‏ وWellington Phoenix FC Reserves ‏.

## وصلات خارجية
- لوجان روجرسون على موقع الاتحاد الدولي (مؤرشف)  (الإنجليزية)
- لوجان روجرسون على موقع قاعدة بيانات كرة القدم.إي يو (الإنجليزية)
- لوجان روجرسون على موقع ناشيونال فوتبول تيمز (الإنجليزية)
- لوجان روجرسون على موقع Soccerway.com (الإنجليزية)
- لوجان روجرسون على موقع عالم كرة القدم.نت (الإنجليزية)